# Christoph Schäffer
Christoph Schäffer (* ca. 1578 in Olmütz; † 10. August 1637 in Wien) war ein österreichischer Zisterzienser und 50. Abt des Stiftes Heiligenkreuz. 

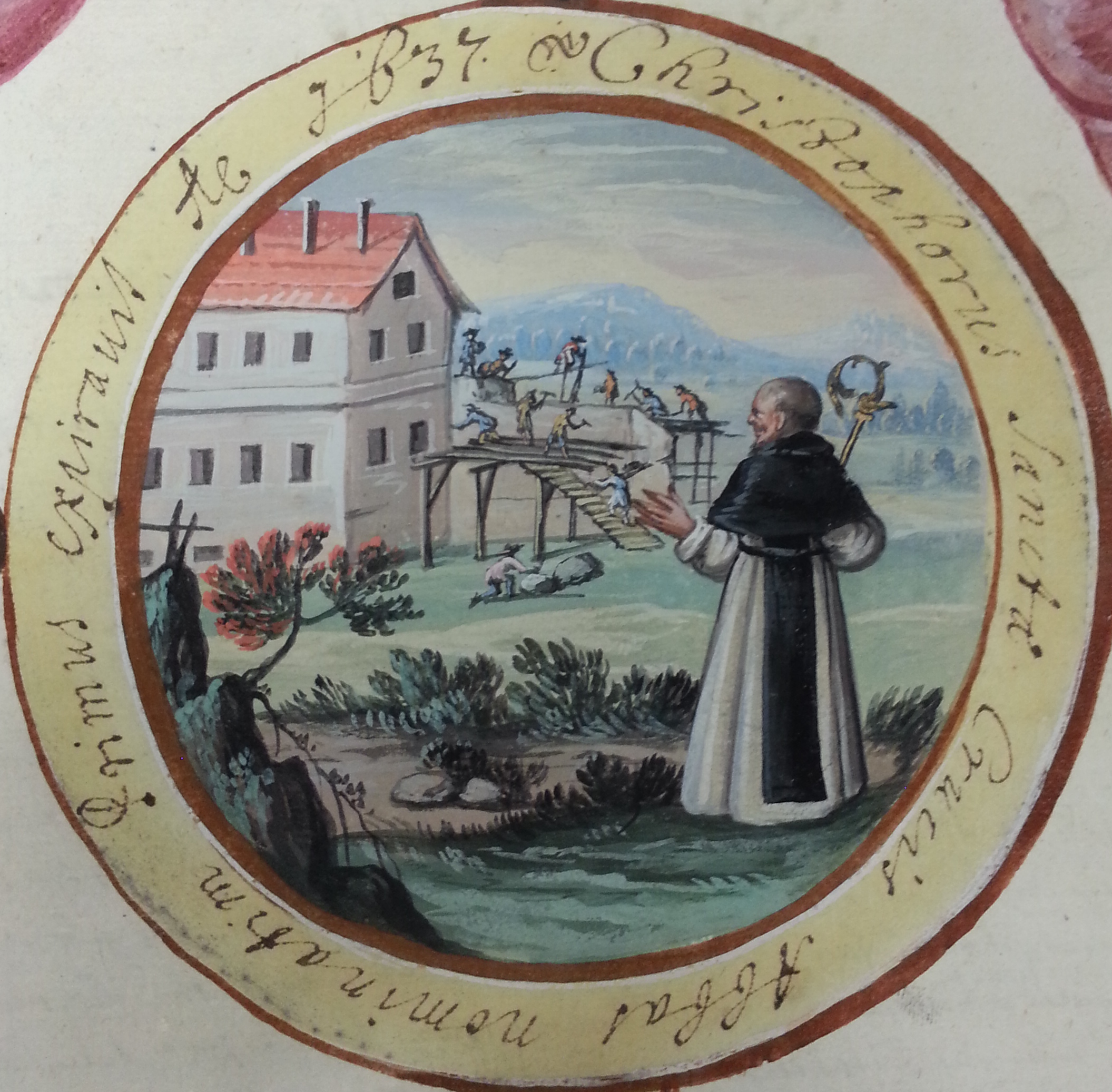
Christoph Schäffer, dargestellt als Bauherr in Georg Strobls Abbatia Sanctae Crucis Austriaca.

## Leben
Er wurde als Sohn einer adeligen Familie geboren und studierte am Collegium Germanicum in Rom, machte in Cîteaux das Noviziat und legte 1604 in Heiligenkreuz die Profess ab. Bald darauf wurde er zum Priester geweiht und an der Wiener Universität zum Doktor der Theologie promoviert.
Weil er im Stift unter Abt Paulus Schönebner einige Widrigkeiten zu ertragen hatte, suchte er 1609 Zuflucht bei Abt Matthias Gülger in Rein, von dem er zum Präfekten der im stiftlichen Hof zu Graz studierenden Reiner Juniores ernannt. Er vermittelte weiterhin die Angelegenheiten der Österreichischen Ordensprovinz beim Generalabt in Cîteaux.
Bis zum Tod des Abtes Paulus hielt sich Christoph Schäffer in Rein auf. Er wurde nach dessen Tod am 15. Oktober 1613 zum Administrator seines schwer verschuldeten Heimatklosters Heiligenkreuz ernannt und, nachdem er das Stift wirtschaftlich gestärkt hatte, am 18. Jänner 1615 zum Abt gewählt. In seiner Regierungszeit wurde der vernachlässigte Konventbau des Stiftes wesentlich erweitert. 1633 begannen Arbeiten am neuen Refektorium; 1634 wurden neue Einzelzimmer für die Mönche errichtet. Der von Christoph Schäffer geplante und errichtete quadratische Wohnbezirk bildet zum Großteil den heutigen Wohnbereich des Konventes.
1623 wurde er gegen die albertinische Stiftungsurkunde der Universität als erster Ordensgeistlicher Rector magnificus der Wiener Universität und starb nach schwerer Krankheit am 10. August 1637. Sein Leichnam wurde in der Stiftskirche beigesetzt.